# Paraturbanella mesoptera
Paraturbanella mesoptera är en djurart som tillhör fylumet bukhårsdjur, och som beskrevs av Chandrasekara Rao 1970. Paraturbanella mesoptera ingår i släktet Paraturbanella och familjen Turbanellidae.
Artens utbredningsområde är Indiska oceanen. Inga underarter finns listade i Catalogue of Life.